# John Frere
John Frere, född 10 augusti 1740 i Roydon, Norfolk, död 12 juli 1807, var en brittisk arkeolog.
Frere var en universitetsutbildad godsägare och blev parlamentsledamot 1799. Genom sin undersökning av det märkliga fyndet i Hoxne och sin datering av fyndet kan han ses som föregångare till Boucher de Perthes. Freres inlägg väckte dock ingen uppmärksamhet, utan uppmärksammades först i början av 1870-talet då de drogs fram ur glömskan av John Evans.